# Абнормалност
Абнормалност је атипично функционисање које је обично маладаптивно. У социјалном раду овај појам се односи пре на понашање него на особу. Обухвата све оно што значајно одступа од неког просека, прописа, правила, норме или је нездраво, дефектно. У лаичкој употреби односи се на све оно што у правном и моралном смислу представља изопачено понашање.